# Dobričica
Dobričica (lat. Glechoma), biljni rod iz porodice medićevki kojemu pripada nekoliko vrsta ljekovitih, vazdazelenih puzećih trajnica. U Hrvatskoj postoji najmanje dvije vrste, puzava dobričica (Glechoma hederacea) i čupava dobričica (Glechoma hirsuta)
Ime roda dolazi od grčke riječi glechon, što je bio naziv za mirisnu metvicu.

## Vrste
1. Glechoma biondiana (Diels) C.Y.Wu & C.Chen
2. Glechoma grandis (A.Gray) Kuprian.
3. Glechoma hederacea L.
4. Glechoma hirsuta Waldst. & Kit.
5. Glechoma longituba (Nakai) Kuprian.
6. Glechoma × pannonica Borbás
7. Glechoma sardoa (Bég.) Bég.
8. Glechoma sinograndis C.Y.Wu